# تراخداباوری
تراخداباوری، توسط فیلسوف پل تیلیش یا هندشناس هاینریش زیمر ابداع شد که به عنوان یک سامانه فکری یا فلسفه دینی که نه بی‌خدایی است نه خداباوری، بلکه ورای آن‌هاست.
زیمر، این اصطلاح را برای سامانه خداباوری جینیسم به کار می‌برد که به شکل محدود، خداباورانه است؛ چون می‌گوید که خدا وجود دارد؛ ولی وقتی به مرحله «مکسا» می‌رسد غیرمادی می‌شود (مکسا سامانه‌ای است که دقیقاً خداناباور نیست؛ ولی خدایان در آن، بالاترین مقام معنوی نیستند). زیمر همچنین، به تیرتانکاراها اشاره می‌کند، و معتقد است «از حاکمیت الهی قانون طبیعی گذشته‌اند».